# 鳥羽町
鳥羽町（とばちょう）は三重県志摩郡にあった町。現在の鳥羽市の中心部にあたる。

## 地理
- 海洋：伊勢湾、鳥羽湾
- 島嶼：坂手島、御木本真珠ヶ島（現・ミキモト真珠島）、イルカ島、長山島、御前島、大村島、誓願島
- 山岳：日和山、樋ノ山
- 河川：加茂川、妙慶川

## 歴史
- 1889年（明治22年）4月1日 - 町村制の施行により、鳥羽町・小浜村・竪神村の区域をもって答志郡鳥羽町が発足。
- 1896年（明治29年）4月1日 - 郡の統合により所属郡が志摩郡に変更[1]。
- 1942年（昭和17年）6月10日 - 坂手村を編入。
- 1954年（昭和29年）11月1日 - 加茂村・長岡村・鏡浦村・桃取村・答志村・菅島村・神島村と合併して鳥羽市が発足。同日鳥羽町廃止。

### 歴代町長
『鳥羽市史』による。
| 代 | 町長       | 就任          | 退任           |
| -- | ---------- | ------------- | -------------- |
| 1  | 須藤富八郎 | 1889年5月8日  | 1909年5月6日   |
| 2  | 押田素     | 1909年5月7日  | 1917年1月10日  |
| 3  | 赤坂治郎吉 | 1917年2月10日 | 1929年2月9日   |
| 4  | 竹内鍵助   | 1929年2月10日 | 1931年2月21日  |
| 5  | 神鳥徳男   | 1931年2月24日 | 1933年1月17日  |
| 6  | 辻本甚助   | 1933年1月21日 | 1938年12月31日 |
| 7  | 吉田謙助   | 1939年1月21日 | 1943年1月20日  |
| 8  | 村田駒吉   | 1943年3月23日 | 1946年4月13日  |
| 9  | 石井茂平   | 1946年6月20日 | 1947年1月22日  |
| 10 | 佐藤忠     | 1947年4月5日  | 1951年4月4日   |
| 11 | 家田綱吉   | 1951年4月24日 | 1954年10月31日 |

## 地域
企業
- 志摩観光汽船株式会社本社
- 神鋼電機株式会社鳥羽工場

学校
- 鳥羽商船高等学校
- 三重県鳥羽高等学校
- 鳥羽町立鳥羽中学校
- 鳥羽町立鳥羽小学校（校舎は後に登録有形文化財）
  - 鳥羽町立鳥羽小学校堅神分校
- 鳥羽町立小浜小学校
- 鳥羽町立坂手小学校

公的機関
- 鳥羽海上保安部
- 鳥羽郵便局
- 鳥羽警察署
- 鳥羽町立図書館

## 交通

### 鉄道路線
- 日本国有鉄道
  - 参宮線
    - 鳥羽駅
- 三重交通
  - 志摩線（現・近鉄志摩線）
    - 鳥羽駅 - 中之郷駅 - 志摩赤崎駅

現在は旧町域に近鉄鳥羽線の池の浦駅が所在するが、当時は未開業。
- 鳥羽町営定期船
  - 坂手航路

### 道路
- 国道42号
- 国道167号
- 朝熊道

## 名所・旧跡・観光スポット・祭事・催事
- 鳥羽城
- 賀多神社
- 赤崎神社
- 常安寺

## 出身者
- 岩田準一 - 画家・風俗研究家[3]
- 須藤五郎 - 音楽家、政治家
- 中村菊男 - 政治学者[4]
- 山本美越乃 - 京都帝国大学総長